# Olympische Jugend-Sommerspiele 2010/Teilnehmer (Andorra)
| Gelbes Symbol für Goldmedaillen mit stilisierten Olympischen Ringen | Graues Symbol für Silbermedaillen mit stilisierten Olympischen Ringen | Braundes Symbol für Bronzemedaillen mit stilisierten Olympischen Ringen |
| ------------------------------------------------------------------- | --------------------------------------------------------------------- | ----------------------------------------------------------------------- |
| —                                                                   | —                                                                     | —                                                                       |

Die Jugend-Olympiamannschaft aus Andorra für die I. Olympischen Jugend-Sommerspiele vom 14. bis 26. August 2010 in Singapur bestand aus vier Athleten.
Der Judoka Patrik Ferreira Martins konnte im gemischten Wettbewerb die Bronzemedaille gewinnen, welche jedoch nicht in den offiziellen Medaillenspiegel einfloss.

## Athleten nach Sportarten

### Judo
Jungen
- Patrik Ferreira Martins
Klasse bis 66 kg: 13. Platz
Mixed: Bronze  (im Team Tokio)

### Leichtathletik
Mädchen
- Jenili Hilario Rodrigues
400 m: 21. Platz

### Schwimmen
| Mädchen - Monica Ramirez Abella 50 m Rücken: 11. Platz (Halbfinale) 100 m Rücken: 20. Platz (Vorrunde) | Jungen - Oriol Cunat Rodriguez 200 m Freistil: 40. Platz (Vorrunde) 50 m Schmetterling: 13. Platz (Halbfinale) |